# Allium elegans
Allium elegans är en amaryllisväxtart som beskrevs av Vasiliĭ Petrovich Drobow. Allium elegans ingår i släktet lökar, och familjen amaryllisväxter. Inga underarter finns listade i Catalogue of Life.